# South Greensburg (Pensilvania)
South Greensburg es un borough ubicado en el condado de Westmoreland en el estado estadounidense de Pensilvania. En el año 2000 tenía una población de 2.280 habitantes y una densidad poblacional de 1,191.9 personas por km².

## Geografía
South Greensburg se encuentra ubicado en las coordenadas 40°16′38″N 79°32′55″O / 40.27722, -79.54861.

## Demografía
Según la Oficina del Censo en 2000 los ingresos medios por hogar en la localidad eran de $32,540 y los ingresos medios por familia eran $47,607. Los hombres tenían unos ingresos medios de $32,097 frente a los $25,896 para las mujeres. La renta per cápita para la localidad era de $17,910. Alrededor del 5.1% de la población estaba por debajo del umbral de pobreza.